# Deserto do Saara
O Deserto do Saara (português brasileiro) ou Deserto do Sara ou Deserto do Sáara (português europeu) (em árabe: الصحراء الكبرى; romaniz.: aṣ-ṣaḥrā al-koubra) é conhecido por ser o maior deserto quente do mundo. Oficialmente, é o terceiro maior deserto da Terra, logo após a Antártida e o Ártico, pois estas duas também são consideradas desertos.
Localizado na região Nordeste do continente africano, tem uma área total de 9,40 milhões de quilômetros quadrados, sendo sua área equiparável à da Europa (10,19 milhões de quilômetros quadrados) e à área dos Estados Unidos, e maior que a área de muitos países continentais tais como Brasil, Austrália e Índia. A área total ocupada por este imenso deserto é maior que a de outros importantes biomas terrestres, como a floresta amazônica.
O nome Saara é uma transliteração da palavra árabe صحراء, que por sua vez é a tradução da palavra tuaregue tenere (deserto). O deserto do Saara compreende parte dos seguintes países e territórios: Argélia, Chade, Egito, Líbia, Mali, Mauritânia, Marrocos, Níger, Saara Ocidental, Sudão e Tunísia. Atualmente vivem cerca de 2,5 milhões de pessoas na região do Saara.

## História
Os seres humanos vivem na extremidade do deserto há milhares de anos. Durante a última glaciação, o deserto do Saara foi mais úmido (como o Leste africano) do que é agora, e já possuiu densas florestas tropicais. Seu clima era tão diferente que recentes estudos revelaram que o Rio Nilo corria antigamente para o Oceano Atlântico em vez de desaguar no mar Mediterrâneo. Uma mudança de poucos graus no eixo de rotação terrestre causou, há cerca de 10 mil anos, uma grande transformação climática gerando o Saara. Essa alteração, segundo alguns cientistas, gerou as condições necessárias à formação da civilização egípcia quando obrigou pessoas que já haviam desenvolvido formas de vida sedentárias (agricultura e pastoreio) e tradições históricas (civilização) a se deslocarem para o leito atual do Rio Nilo.[carece de fontes?]
O deserto é rico em história, e diversos fósseis de dinossauros e outros animais bem como resquícios de diversas civilizações já foram encontrados ali. O Saara moderno geralmente é isento de vegetação, exceto no vale do Nilo, em poucos oásis, e em algumas montanhas nele dispersas.[carece de fontes?]

## Geografia
O deserto do Saara, no qual se distinguem dois trechos, um dominado por dunas arenosas e denominado Erg, e outro bastante pedregoso denominado Hamadas, compreende parte dos seguintes países e territórios: Argélia, Chade, Egito, Líbia, Mali, Mauritânia, Marrocos, Níger, Saara Ocidental, Sudão e Tunísia. Atualmente, em 2020, vivem cerca de 2,5 milhões de pessoas na região do Saara.
A área do deserto também inclui parte da bacia do Rio Nilo, as montanhas Aïr, Hoggar, Atlas, Tibesti e Adrar dos Ifogas, e as subregiões do deserto da Líbia, do deserto da Núbia, do Ténéré e do deserto Oriental Africano. No interior do Saara, existem alguns poucos e dispersos oásis formados devido ao afloramento de aquíferos subterrâneos, estando entre eles os oásis de Baria, Gardaia, Timimoun, Cufra e Siuá. As fronteiras do Saara são o Oceano Atlântico a oeste, a cordilheira do Atlas e o mar Mediterrâneo a norte, o mar Vermelho a leste e o Sahel a sul. O Saara divide o continente africano em duas partes, o Norte da África e a África Sub-Saariana. A fronteira saariana ao sul é marcada por uma faixa semiárida de savana chamada Sahel.[carece de fontes?]
Os limites do Saara podem também ser definidos por critérios botânicos, definidos por Frank White, que correspondem a zonas climáticas (por exemplo, definidas por Robert Capot-Rey). O limite norte coincide com a região em que se cultiva a tamareira (nos oásis) e com o limite sul do esparto, uma poácea típica do clima mediterrânico; este limite corresponde igualmente à isoieta (linha de igual precipitação anual) dos 100 mm. A sul, o Saara limita com o Sahel, uma cintura de savana seca com um verão chuvoso, que se estende através de toda a África. Aí o limite é definido pela Cornulaca monacantha, uma quenopodiácea tolerante à seca, ou pelo limite norte do Cenchrus biflorus, uma grama característica do Sahel, o que corresponde à isoieta de 150 mm. Este valor é a média de muitos anos, uma vez que a precipitação varia muito de um ano a outro.

## Paleoclima

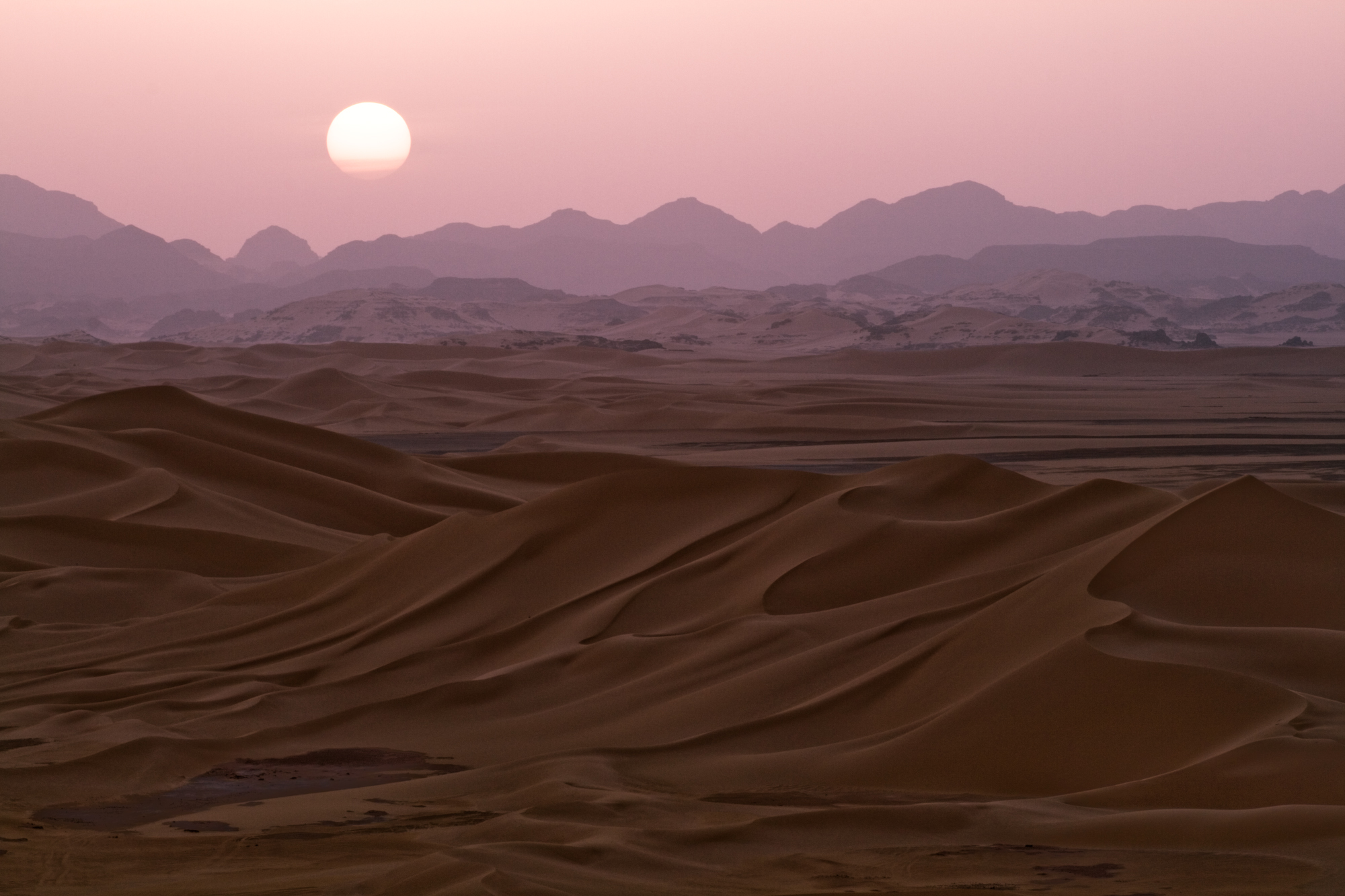
Panorama do deserto do Saara na Líbia

O clima da região que compreende hoje o Saara sofreu enormes variações, indo várias vezes do seco ao húmido durante os últimos cem mil anos chegando a mais de 50 graus e muito seco a 1 hora da tarde, quando a temperatura chega a 53 graus celsius. Durante a última Era do Gelo, o Saara era maior do que é hoje, estendendo para o sul além de seus limites atuais. O fim da idade de gelo trouxe épocas melhores ao Saara no período compreendido entre aproximadamente 8 000 a.C. a 6 000 a.C., isto devido a área de baixa pressão que acompanhou o desmoronar do manto de gelo ao norte.
Quando a Era do Gelo se foi, a parte norte do Saara secou. Entretanto, não muito tempo depois, monções trouxeram chuva ao Saara, neutralizando a tendência de desertificação do Saara na parte sul.[carece de fontes?]

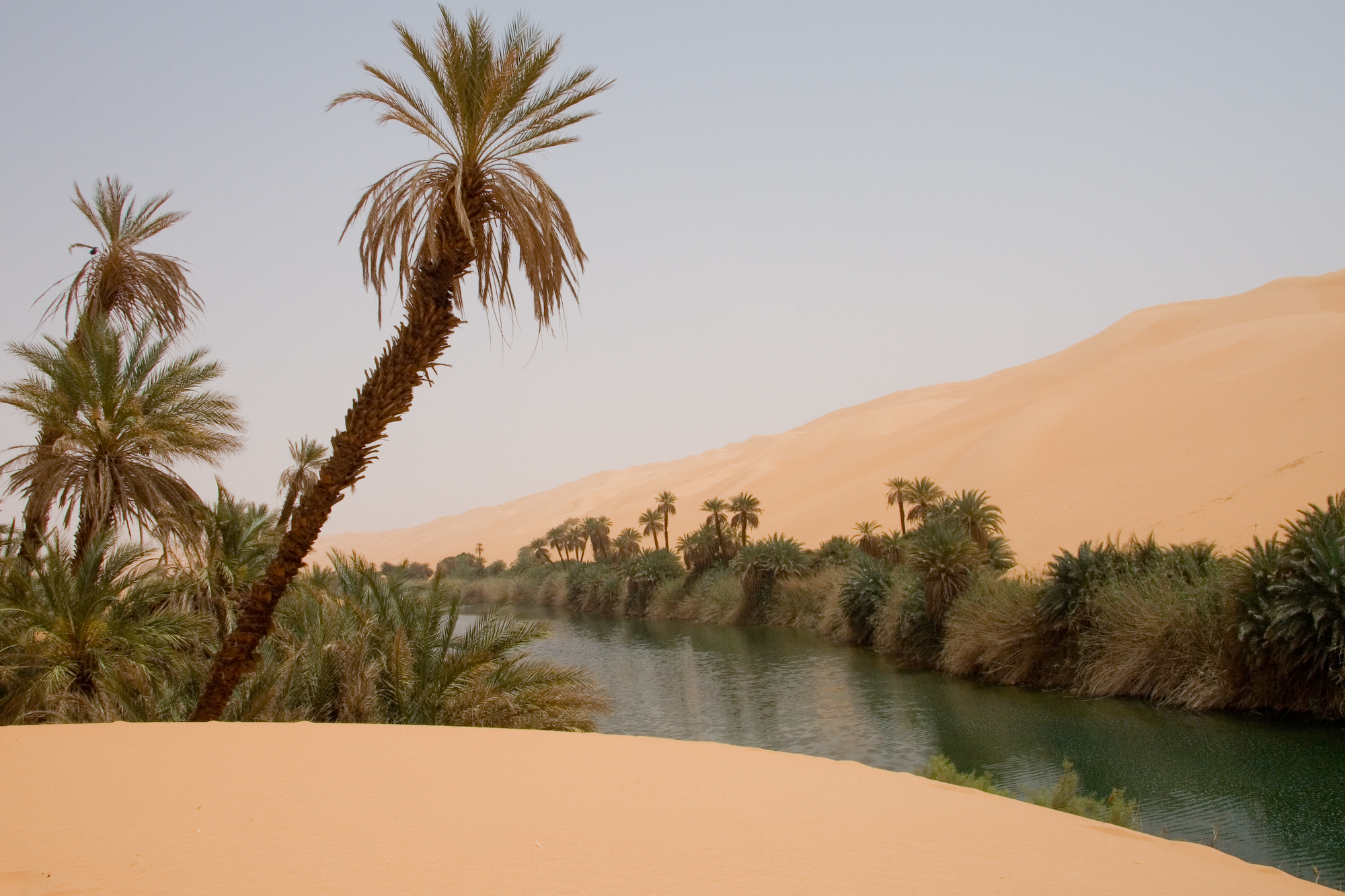
O oásis de Ubari, na Líbia

Sabe-se que ar sobre o planeta Terra move-se por convecção de forma a redistribuir a energia pelo planeta, e ascensões de ar, puxando ar úmido do oceano, causam geralmente chuvas em determinadas regiões. Paradoxalmente, o Saara estava mais úmido quando recebeu mais insolação no verão. Por sua vez, todas as mudanças na insolação são causadas por mudanças na geofísica da Terra.
Ao redor de 2 500 a.C., as monções recuaram para o sul onde está hoje, que conduziram a desertificação do Saara. O deserto está atualmente árido na forma que o conhecemos hoje há aproximadamente 13 000 anos. Estas circunstâncias são responsáveis para o que foi chamado de Teoria da Bomba do Saara.[carece de fontes?]
O Saara é conhecido por ter um dos climas mais áridos do mundo. O vento que vem do nordeste prevalece, e pode por várias vezes fazer com que a areia dê forma a "furacões". As precipitações, muito raras mas não desconhecidas, acontecem ocasionalmente nas zonas de beira-mar ao norte e ao sul, e o deserto recebe aproximadamente 25 mm de chuva em um ano. As chuvas acontecem muito raramente, geralmente torrenciais após os longos períodos secos, que podem durar anos.[carece de fontes?]
Em 18 de fevereiro de 1979, nevou em vários lugares no sul da Argélia, incluindo uma tempestade de neve de 30 minutos que parou o tráfego em Gardaia, e foi relatado como sendo "pela primeira vez na memória viva". A neve desapareceu em horas.
Em 2023, registros de neve em picos da província de Béchar, na Argélia, foram feitos por um dos satélites Sentinel-2 do Programa Copernicus.

## Fauna

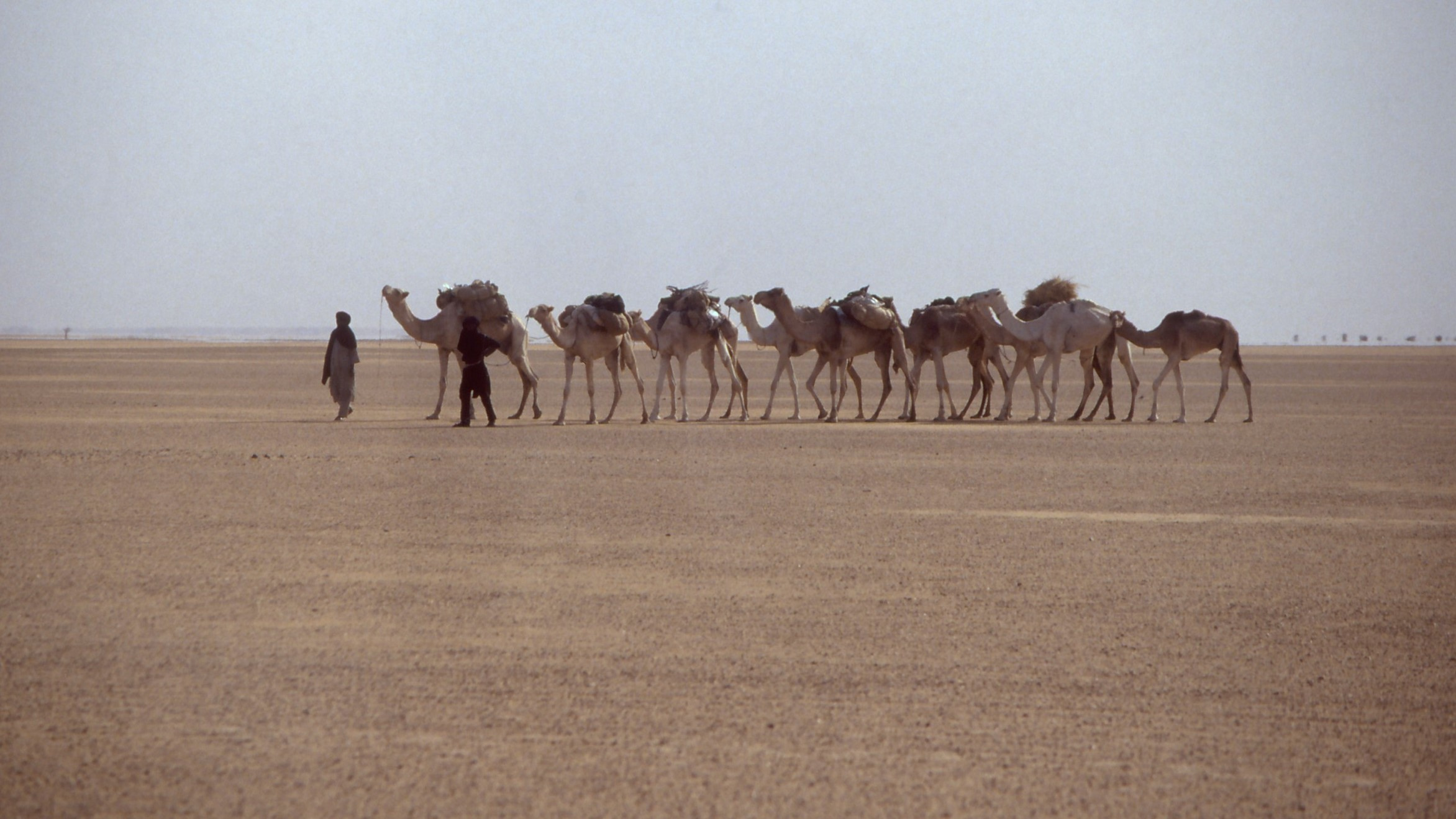
Caravana de mercadores viajando pela porção nigerina do deserto do Saara, a qual é composta em grande parte pelo Ténéré.

Dromedários e cabras são os animais predominantes no Saara. Por causa das suas habilidades de sobrevivência, da resistência e da velocidade, o dromedário é o animal favorito dos nômades. Dentre os mamíferos também há o feneco, um onívoro, o Dassie, cujo primeiro fóssil encontrado remonta a 40 milhões de anos atrás e o adax, um grande antílope branco, o qual atualmente é uma espécie ameaçada. Muito adaptado ao deserto, pode sobreviver por até um ano sem água. A chita do Saara vive no Níger, no Mali e no Chade.
O Leiurus quinquestriatus (escorpião-amarelo-da-palestina) é um tipo de escorpião do Saara que pode alcançar 10 cm. Ele produz agitoxina e cilatoxina, que são venenos tóxicos.
Em relação aos repteis, há o varano (família varanidae), um tipo de lagarto que se encontra facilmente nas areias do deserto. Acerastes é um tipo de cobra que tem em média 50 cm no comprimento que tem proeminências que lembram um par de chifres. Muito ativa à noite, encontra-se geralmente enterrada na areia com somente seus olhos visíveis. As mordidas destas cobras são dolorosas, mas raramente fatais.